# Ida Presti
Ida Presti   (Suresnes, 31 de maig de 1924 - Rochester, 24 d'abril de 1967) va ser una guitarrista i compositora clàssica francesa. Va començar a tenir protagonisme com a nena prodigi, abans de madurar i arribar a ser allò que Alice Artzt ha anomenat "el més gran guitarrista del segle XX i possiblement de tots els temps".

## Vida i carrera
Adolescència
Presti va néixer com a Yvette Montagnon a Suresnes, un suburbi de París, França, de pare francès i mare siciliana. El seu pare, Claude Montagnon, va ser el seu primer professor, i va pensar que "Ida Presti" sonava millor que "Yvette Montagnon" (Presti provenia del nom de la seva mare, Olga-Gracia Lo Presti). També va estudiar harmonia i teoria musical amb el guitarrista i luthier Mario Maccaferri. Presti va tocar en públic per primera vegada quan tenia vuit anys i va fer el seu primer concert de llarga durada a l'edat de deu anys, el 28 d'abril de 1935 a la Salle Pleyel de París. Elogiada pel seu prodigiós talent pels seus professors i contemporanis, va gravar per a la branca francesa de la discogràfica HMV el 1937. Mentre encara tenia menys de dotze anys, va tocar als concerts de Pasdeloup i a la "Société des Concerts du Conservatoire" durant dos anys consecutius.
Als 14 anys va aparèixer a la pel·lícula La Petite Chose, de 1938, com a guitarrista en un paper secundari i, de jove de 16 anys, va tocar la guitarra de Paganini durant una commemoració del centenari de la seva mort el 1940.
Carrera en solitari
El 16 de setembre de 1948, Presti va fer l'estrena francesa del Concierto de Aranjuez, de Rodrigo, que es va emetre per ràdio des de París i també es va emetre en diverses altres emissores continentals. Va donar el seu primer recital a Londres l'1 de desembre de 1951, "The Times" va assenyalar "la seva destresa de la mà dreta realment sorprenent i el seu temperament viu". Després d'un recital l'any següent, "The Times" va comentar:
| « | "Quan Miss Ida Presti, una jove Guitarrista francesa, va fer el seu debut en anglès la tardor passada la seva prestidigitació va quedar-se en la memòria. La seva reaparició a principis de setmana al Wigmore Hall va confirmar aquesta primera impressió de brillantor, però també va donar més proves de la música esterlina". | » |

Duo de guitarra
Després del seu segon matrimoni, amb el guitarrista Alexandre Lagoya, va deixar d'actuar com a artista solista i va formar amb ell el Duo Presti-Lagoya, concentrant-se en obres per a dues guitarres. Els dos van formar un dels duos de guitarra clàssica més assolits de la història, realitzant més de 2.000 concerts.
Alguns compositors van escriure obres per al duo, incloent:
- Mario Castelnuovo-Tedesco: Sonatina canonica, Op. 196 (1961); Les Guitares bien tempérées, Op. 199 (1962); Concerto for Two Guitars and Orchestra, Op. 201 (1962). In addition, Castelnuovo-Tedesco va escriure Fuga elegiaca (1967) amb motiu de la mort d'Ida Presti, després d'una sol·licitud de John W. Duarte.
- Jean-Yves Daniel-Lesur: Élégie (1956).
- Pierre Petit: Tarantelle (1959); Toccata (1959).
- Joaquín Rodrigo: Tonadilla (1959). Rodrigo va acabar una altra peça per a dues guitarres, el Concierto Madrigal, el 1966, però Presti va morir abans que ella i Lagoya la poguessin interpretar. Angel i Pepe Romero van fer la seva primera representació el juliol de 1967.
- Pierre Wissmer: Prestilagoyana (1969).

Matrimoni
Als 19 anys, Presti es va casar amb Henry Rigaud (de vegades escrit Rigo) el 1943 i van tenir una filla l'any següent. Va conèixer el guitarrista clàssic Alexandre Lagoya el 1951 i un any després es van casar.
Mort
El 24 d'abril de 1967, Presti va morir al Strong Memorial Hospital de Rochester, Nova York, als 42 anys, durant una gira de concerts als Estats Units. Presti havia estat tossint sang durant diversos dies i va ser examinat per primera vegada a un hospital de St. Louis. Tot i que se'ls va aconsellar de romandre allà, la parella va volar a Rochester, Nova York, on estava previst que se celebrés el següent concert, i Presti va ser portada a l'hospital directament des de l'aeroport. Presti va morir d'una hemorràgia interna massiva a causa d'un tumor al pulmó, mentre que els metges lluitaven en va per controlar l'hemorràgia.